# Opomyzoidea
Opomyzoidea Fallén, 1820, è una superfamiglia di insetti dell'ordine dei Ditteri (Brachycera: Cyclorrhapha: Acalyptratae). Comprende circa 3400 specie descritte ripartite fra 14 famiglie.

## Caratteri morfologici

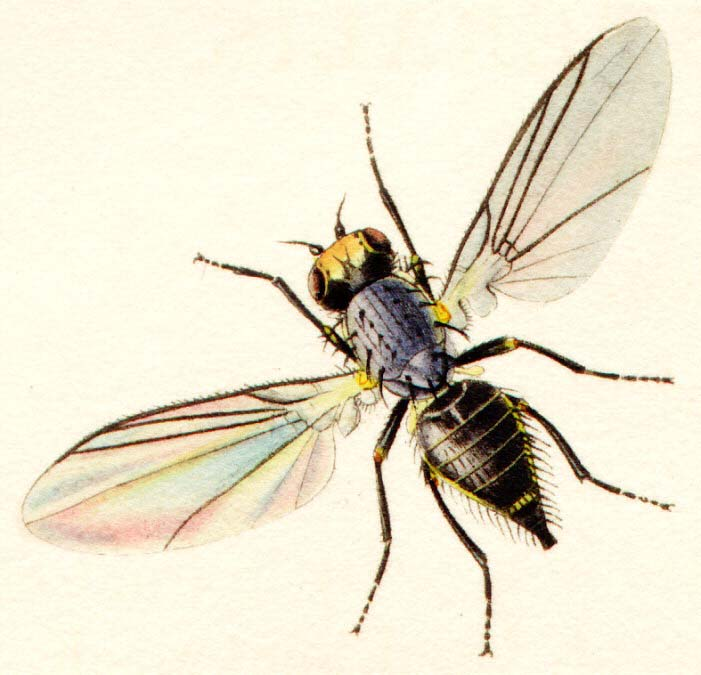
Agromyzidae

Gli Opomyzoidea sono insetti di piccole o piccolissime dimensioni, con corpo in genere non più lungo di 6 mm. L'aspetto ricorda i comuni moscerini della frutta (Drosophilidae). Le livree sono in genere poco appariscenti, con colori più o meno uniformi, dal giallo al bruno, al grigio al nerastro.
Il capo è dicoptico in entrambi i sessi, provvisto di occhi ben sviluppati e di tre ocelli. Fronte larga, con triangolo frontale in genere poco differenziato rispetto alle aree circostanti, faccia a volte sclerotizzata. La chetotassi è eterogenea. Le setole fronto-orbitali sono assenti o, più frequentemente in numero di 1-3 paia, le setole verticali e le ocellari sono generalmente presenti, mentre le postocellari possono mancare. Quando sono presenti, nella maggior parte degli Opomyzoidea sono più o meno divergenti. Le vibrisse sono presenti o assenti, a volte sostituite da un irrobustimento del primo paio di setole sottovibrissali (pseudovibrisse).
Le antenne sono relativamente brevi e dirette in avanti, di tipo aristato. Hanno lo scapo brevissimo e il pedicello moderatamente sviluppato, spesso provvisto di una setola dorsale. Il primo flagellomero è l'articolo di maggiore sviluppo, di forma più o meno globosa o leggermente oblunga, a volte riflesso in basso. L'arista è glabra, pubescente o setolosa e si inserisce sul primo flagellomero in posizione dorsale.
L'apparato boccale è del tipo lambente-succhiante generico: il labbro superiore è relativamente breve, mascherante le altre appendici boccali e terminante in due ampie espansioni carnose dette labella o labelli, i palpi mascellari sono di moderato sviluppo, diretti in avanti. L'apparato boccale è adattato all'assunzione di cibi liquidi o semiliquidi, rappresentati da sostanze zuccherine e essudati organici di varia natura.
Il torace non presenta particolari conformazioni. L'elemento morfologico più rilevante ai fini tassonomici è la chetotassi, anche se poco determinante. La chetotassi del torace è caratterizzata da una riduzione del numero di setole vere e proprie. Le setole acrosticali sono in genere del tutto assenti e sostituite da peli (microtrichi) allineati su più serie longitudinali (in genere da 4 a 10). Le setole dorsocentrali, sono quasi sempre presenti, secondo la famiglia in numero di 1-4 per lato, quasi sempre postsuturali; in alcune famiglie (Clusiidae, Odiniidae) può essere eventualmente presente una setola dorsocentrale presuturale. Lungo la fascia dorso-laterale sono generalmente presenti una setola omerale e due notopleurali, mentre vario è il numero di setole sopralari, infralari e postalari. Lo scutello è in genere provvisto di due paia di setole scutellari, un paio apicale e uno laterale. Gli scleriti pleurali sono fondamentalmente glabri, ma in molte famiglie è caratteristica la presenza di una o più setole particolarmente sviluppate su alcuni scleriti del mesotorace.
Le zampe sono di moderato sviluppo, senza specifici adattamenti, e rientrano nel tipo ambulatorio. In molte famiglie sono rivestiti da una rada pubescenza e, ai fini tassonomici, è di particolare importanza l'eventuale presenza di setole più evidenti inserite sul lato dorsale dell'estremità distale delle tibie.
Le ali hanno varie conformazioni e colorazioni. In genere sono ben sviluppate, secondo la famiglia più o meno ampie oppure lunghe e strette, in relazione soprattutto allo sviluppo del lobo anale e dell'alula. Negli Anthomyzidae ricorrono anche forme meiottere con vari gradi di sviluppo delle ali fino all'atterismo; al meiotterismo è associata una marcata semplificazione della venatura. La membrana può essere completamente ialina oppure recare varie maculature, più o meno estese, spesso localizzate in posizioni specifiche in rapporto alla nervatura. La morfologia della nervatura alare è eterogenea, ma fondamentalmente ricorrono i seguenti caratteri:
- La costa è generalmente estesa fino alla terminazione della media, ma in alcune famiglie può interrompersi alla confluenza del terzo ramo della radio (R4+5). Nella maggior parte degli Opomyzoidea è presente una sola frattura costale poco prima della terminazione del ramo anteriore della radio, detta frattura subcostale in quanto corrisponde alla terminazione effettiva o virtuale della subcosta. In alcuni gruppi (Aulacigastridae, Xenasteiidae e parte dei Neurochaetidae) è presente anche una seconda frattura o un assottigliamento della costa poco dopo la confluenza della vena omerale (frattura omerale). Negli Acartophthalmidae è presente solo la frattura omerale, mentre negli Asteiidae e nei Periscelididae la costa non presenta alcuna frattura.
- La subcosta è in generale sottile e poco evidente, spesso fusa nel tratto terminale con il ramo anteriore della radio oppure completamente libera. In quest'ultimo caso si interrompe prima di terminare sulla costa oppure completa il suo percorso fino al margine, formando una curvatura più o meno marcata. Il tratto terminale, quando è evidente, è spesso evanescente, fino a ridursi ad una semplice traccia.
- La radio, insieme alla costa, è la nervatura più robusta nella generalità della superfamiglia e si divide sempre in tre rami. La prima biforcazione è posizionata quasi all'altezza della vena omerale e forma il ramo anteriore (R1) e il settore radiale. Il ramo anteriore è in genere breve e subisce una curvatura più o meno accentuata, terminando entro il terzo basale del margine costale, spesso con un irrobustimento della costa. Il settore radiale è relativamente breve e si biforca formando due rami, R2+3 e R4+5 generalmente lunghi: il primo confluisce nella zona subapicale o, comunque, entro il terzo distale del margine costale, il secondo quasi sempre all'apice dell'ala.
- La media è sempre completa e indivisa (M1 o M1+2) e si estende sulla regione remigante terminando in genere entro sul terzo distale del margine posteriore o quasi all'apice. La conformazione varia secondo la presenza di nervature trasverse che la connettono alla radio (radio-mediale) e alla cubito (medio-cubitali). Negli Xenasteiidae è incompleta e si riduce ad un breve ramo più o meno evanescente oltre la confluenza della radio-mediale.
- La cubito può avere vari sviluppi, secondo la famiglia, ma in generale si presenta con un minore sviluppo rispetto alle nervature radiali e mediane. Il ramo CuA1 è in genere ben sviluppato e completo. È assente in forme brachittere degli Anthomyzidae, mentre negli Asteiidae, negli Xenasteiidae e nei Neminidae è incompleto e non raggiunge il margine dell'ala. Il ramo CuA2 è invece breve e convesso e confluisce, come nella generalità dei Brachycera, sull'anale chiudendo la cellula anale o cellula cup. In alcune famiglie, il ramo CuA2 può essere debole, evanescente o del tutto assente.
- L'anale è in genere presente e delimita posteriormente la cellula cup. In alcune famiglie si interrompe con la fusione del ramo CuA2 della cubito, ma nella generalità degli Opomyzoidea forma un prolungamento più o meno lungo che in genere non raggiunge il margine, ma marcatamente più breve della vena CuA1.
- Le nervature trasversali sono in genere limitate, oltre alla vena omerale, alla radio-mediale e alle due medio-cubitali (basale e discale). Queste ultime possono anche mancare, secondo la famiglia.
- La delimitazione e la conformazione delle cellule posizionate dopo la radio è subordinata allo sviluppo delle nervature del sistema mediano e cubito-anale e alla presenza delle nervature trasversali. La prima basale (br) non ha la delimitazione prossimale per la scomparsa definitiva del ramo anteriore della media[1] e si estende entro il terzo basale o la metà basale dell'ala assumendo una forma irregolarmente rettangolare. La seconda basale (bm) è ridotta ad una piccola cellula delimitata distalmente dalla medio-cubitale basale e marcatamente più breve della prima basale. La discale (dm) può essere del tutto assente per il mancato sviluppo della medio-cubitale discale ed eventualmente della cubito, ma in molte famiglie è presente. In questo caso ha una conformazione quadrangolare, allargandosi verso l'estremità distale, e si estende nella regione remigante posteriore, in genere oltre la metà dell'ala. In diverse famiglie la medio-cubitale basale è del tutto assente (Asteiidae, Aulacigastridae, Neurochaetidae) oppure è incompleta (Opomyzidae, Neminidae), perciò la seconda basale e la discale formano un'unica cellula. La cellula anale è in genere poco sviluppata, limitata ad una piccola cellula posizionata alla base del lobo anale, lunga quanto la seconda basale. L'estremità distale è generalmente chiusa con una forma arrotondata, ma in alcuni Periscelididae e in alcuni Anthomyzidae è aperta. Negli Asteiidae, nei Neurochaetidae e nella maggior parte degli Xenasteiidae è del tutto assente.

L'addome ha varie conformazioni secondo la famiglia e si compone generalmente di cinque o sei uriti apparenti. Gli uriti terminali del maschio sono più o meno asimmetrici, secondo la famiglia, quelli della femmina sono spesso telescopici e conformati a formare un ovopositore di sostituzione.

## Biologia

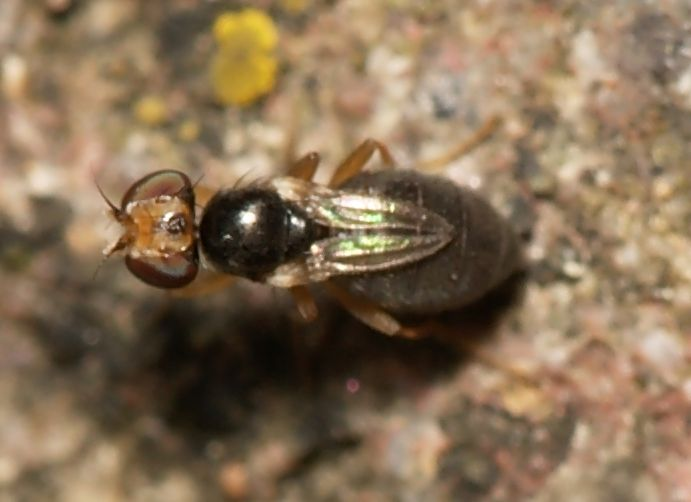
Anthomyzidae

La biologia degli Opomyzoidea è ben conosciuta solo per poche famiglie, mentre per le altre si hanno poche informazioni basate per lo più su ipotesi o osservazioni limitate ad alcune specie studiate specificamente: molte famiglie hanno adulti poco appariscenti e di piccole dimensioni, hanno poche relazioni con l'uomo e le sue attività e sono distribuite in aree ancora poco conosciute, come gli ambienti forestali delle regioni tropicali. Di queste famiglie non si conoscono spesso le forme giovanili e le sole informazioni sulla biologia si limitano a ipotesi basate sul comportamento dell'adulto.
Tra le famiglie di cui è conosciuta la biologia, almeno in parte, prevale la saprofagia talvolta associata in forme poco note alla fitofagia e alla micetofagia. Facendo però riferimento al numero di specie, prevale però la fitofagia, adattamento specifico delle famiglie più studiate e più numerose. Le famiglie fitofaghe sono gli Agromyzidae, gli Opomyzidae e i Fergusoninidae, le cui larve sono adattate alla fitofagia endofitica. Le larve degli Agromyzidae sono prevalentemente fillominatrici, circa un quarto di questa famiglia e la generalità degli Opomyzidae ha invece larve minatrici che si insediano su altri organi della pianta. Singolare è invece il comportamento trofico delle larve dei Fergusoninidae, che si sviluppano all'interno di galle provocate da nematodi simbionti. Altre forme fitofaghe meno specializzate ricorrono fra gli Anthomyzidae e gli Asteiidae. La zoofagia è invece rara o poco nota e documentata specificamente solo nella famiglia degli Odiniidae; si tratta tuttavia di un comportamento complesso che si integra nell'ambito di una relazione trofica che coinvolge il legno di alberi in stato di deperimento, funghi xilofagi e larve di insetti xilofagi. In alcune famiglie, infine, le larve vivono a spese di microrganismi acquatici e detriti dispersi in mezzi acquatici rappresentati da essudati vegetali o da fitotelmi (Aulacigastridae, Neurochaetidae).

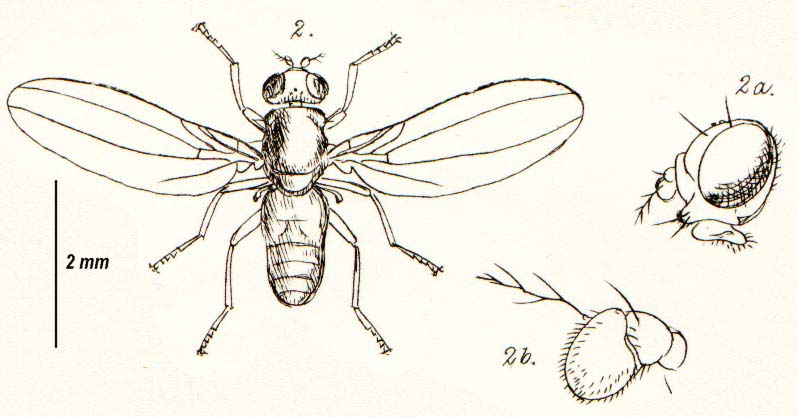
Asteiidae

Gli adulti hanno una distribuzione dispersa e sono per lo più associati, almeno nelle forme conosciute, alla vegetazione adiacente ai siti di sviluppo larvale. Si tratta di insetti poco mobili che spiccano per lo più brevi voli, specie se disturbati. Il comportamento trofico è poco studiato, ma in generale si tratta di insetti saprofagi che si nutrono a spese di essudati emessi da materiali organici in decomposizione, di liquidi zuccherini e di succhi vegetali emessi dalle ferite. Negli Agromyzidae è frequente, fra le femmine, l'alimentazione a spese dei fluidi emessi dalle punture praticate con l'ovopositore.
L'habitat è in relazione con il comportamento trofico delle larve. Molte famiglie, sia nelle regioni tropicali sia in quelle temperate sono associate ad ambienti forestali o di transizione oppure a distese erbose come prati e pascoli. Alcune famiglie, associate a monocotiledoni semiacquatiche, si rinvengono in paludi e altre aree umide, mentre gli Xenasteiidae sono insetti tipici dell'habitat costiero spesso rappresentato dalle spiagge degli atolli corallini.

## Importanza economica

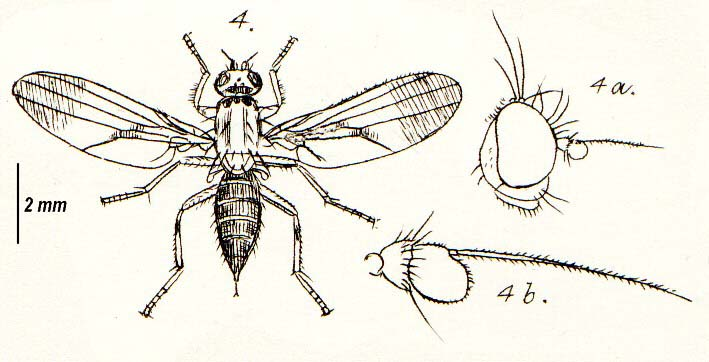
Clusiidae

La maggior parte delle famiglie è associata ai processi di decomposizione della sostanza organica nel ciclo del carbonio ed è perciò di scarsa o nessuna importanza economica. Diverso è invece il ruolo delle famiglie specializzate nella fitofagia e, in particolare, quelle degli Opomyzidae e degli Agromyzidae.
Gli Opomyzidae comprendono specie associate alle Graminacee e alcune di queste possono essere dannose sulle colture foraggere (pascoli, prati permanenti, prati avvicendati) e sui cereali a ciclo autunno-primaverile (orzo, frumento, segale, avena). La loro importanza economica è secondaria ed interessa soprattutto regioni temperate di media latitudine, come nel centro e nord Europa.
Più importante è il ruolo economico degli Agromyzidae. Questa famiglia, la più numerosa fra tutti gli Opomyzoidea, comprende circa 2800 specie conosciute, tutte fitofaghe allo stadio larvale, ma la maggior parte di esse è di scarsa rilevanza economica. Gli agromizidi effettivamente dannosi, più o meno occasionalmente, fanno capo a poco più di una ventina di specie. Nell'ambito di queste, alcune, caratterizzate da un marcato potenziale biologico e da un'elevata polifagia, sono responsabili di ingenti danni all'agricoltura. Si tratta di specie appartenenti ai generi Liriomyza, Amauromyza e Chromatomyia, che si rivelano particolarmente dannose e di difficile controllo fuori dal loro areale di origine, a causa dell'assenza di antagonisti naturali. Alcune di queste specie hanno incidenza economica e difficoltà di controllo tali da essere interessate dai regolamenti di profilassi fitosanitaria in Europa o in Nordamerica. Per questo motivo, gli Agromyzidae rientrano fra le famiglie di ditteri di maggiore importanza agraria.

## Sistematica

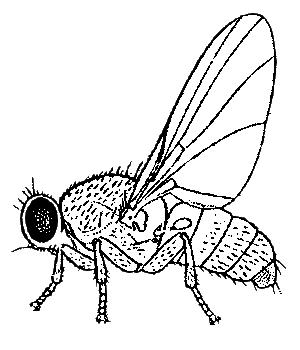
Fergusoninidae

L'inquadramento sistematico degli Opomyzoidea è subordinato ai criteri adottati dalle analisi cladistiche. La posizione sistematica delle varie famiglie dei ditteri Schizophora varia infatti secondo l'autore e il periodo storico, perciò si hanno in letteratura schemi tassonomici spesso ampiamente discordanti e diversamente accreditati. Gli Opomyzoidea comprendono comunque famiglie di ditteri tradizionalmente classificate fra gli Acalyptratae. I tentativi di organizzazione di una sistematica degli Acaliptrati su una base filogenetica si identificano per lo più nei lavori di Willi Hennig, dagli anni sessanta all'inizio degli anni settanta, di Graham Charles Douglas Griffiths negli anni settanta, di David Kendray McAlpine fra gli anni settanta e gli anni ottanta e, infine, di James Francis McAlpine negli anni ottanta. Le opere fondamentali sono quelle di Hennig (1971, 1973), di Griffiths (1972) e di James McAlpine (1989), che hanno sviluppato schemi tassonomici organici e completi, mentre David McAlpine ha offerto un contributo sostanziale nell'esame delle relazioni filogenetiche fra alcune famiglie, in particolare quelle rappresentate nell'emisfero australe e nel sudest asiatico.
Nonostante le incongruenze dovute ad uno sviluppo dinamico delle conoscenze, fra i lavori di Hennig, di D. McAlpine e J. McAlpine si individua una certa continuità, con molti aspetti convergenti, mentre lo schema tassonomico di Griffiths, basato fondamentalmente sull'esame morfologico dei terminalia dei maschi, diverge notevolmente. Per questo motivo la sistematica dei Ditteri sviluppata nell'ultimo decennio del XX secolo e nel primo decennio del XXI secolo è fondamentalmente basata sull'impianto tassonomico proposto da James McAlpine nel Manual of Nearctic Diptera (1989).

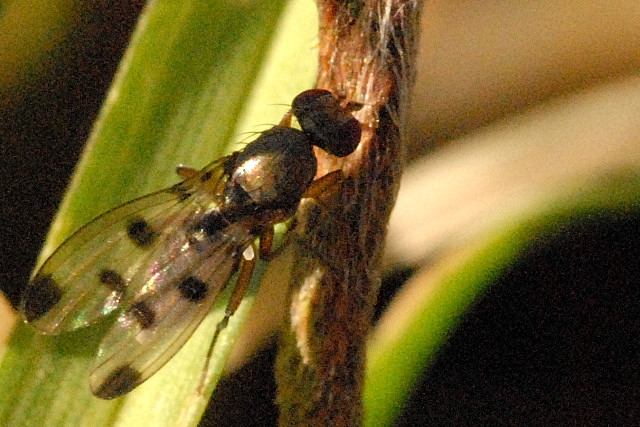
Opomyzidae

James McAlpine, in sostanza, raggruppa negli Opomyzoidea due taxa definiti da Hennig al rango di superfamiglie (Agromyzoidea e Anthomyzoidea) e vi inserisce 13 famiglie. Le variazioni successive riguardano per lo più integrazioni che aggiungono famiglie di nuova definizione oppure spostamenti di gruppi tassonomici nell'ambito di differenti famiglie o di differenti superfamiglie.
Alle 13 famiglie di J. McAlpine sono state aggiunte, negli anni successivi, altre due famiglie, Neminidae e Marginidae, definite rispettivamente nel 1991 e nel 1994. Gli Acartophthalmidae, che invece trovavano posizione fra gli Opomyzoidea, sono stati messi in relazione con i Carnoidea da Buck (2006) e gli orientamenti tassonomici più recenti li hanno spostati in quest'ultima superfamiglia.
Adottando l'impianto tassonomico di James McAlpine, integrato con i successivi contributi di D. McAlpine (1991) e Freidberg (1994), che definirono le nuove famiglie Marginidae e Neminidae, e da Buck (2006), che ha rivisto la filogenesi dei Carnoidea, la superfamiglia Opomyzoidea si suddivide nelle seguenti 14 famiglie:
- Agromyzidae
- Anthomyzidae
- Asteiidae
- Aulacigastridae[9]
- Clusiidae

- Fergusoninidae
- Marginidae[10]
- Neminidae[11]
- Neurochaetidae
- Odiniidae

- Opomyzidae
- Periscelididae[12]
- Teratomyzidae
- Xenasteiidae

Un particolare riferimento va fatto in merito alla suddivisione tassonomica della famiglia Aulacigastridae. Secondo Hennig, a questa famiglia appartenevano anche i generi Stenomicra, Cyamops e Platinasus. Nei primi anni ottanta, David McAlpine spostò questi generi nella famiglia Periscelididae. Questa revisione non fu presa in considerazione nella stesura del Manual of Nearctic Diptera, ma dagli anni novanta ha riscosso un maggior consenso la proposta di David McAlpine con l'interpretazione sensu stricto della famiglia Aulacigastridae.

## Filogenesi

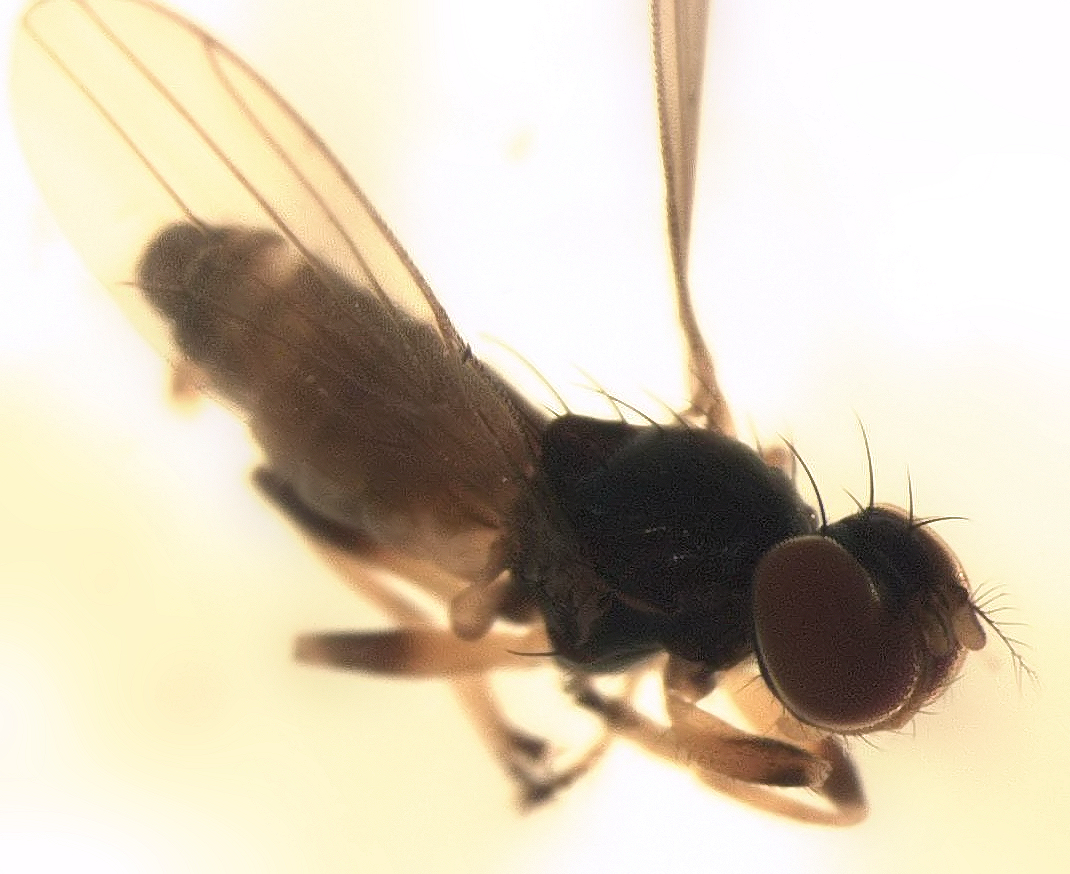
Periscelididae

Trattando la filogenesi degli Acalyptratae, James McAlpine prende in considerazione un elevato numero di caratteri individuando le apomorfie fondamentali per stabilire le relazioni filogenetiche fra le diverse famiglie. Sulla base di questa analisi mette in relazione gli Opomyzoidea con la superfamiglia dei Carnoidea, collocando il clade nel seguente cladogramma:
|  | Nerioidea  |
|  |            |
|  | Diopsoidea |
|  |            |

|  | Conopoidea   |
|  |              |
|  | Tephritoidea |
|  |              |

|  | Nerioidea  |
|  |            |
|  | Diopsoidea |
|  |            |

|  | Conopoidea   |
|  |              |
|  | Tephritoidea |
|  |              |

|  | Lauxanioidea |
|  |              |
|  | Sciomyzoidea |
|  |              |

|  | Sphaeroceroidea |
|  |                 |
|  | Ephydroidea     |
|  |                 |

|  | Carnoidea   |
|  |             |
|  | Opomyzoidea |
|  |             |

|  | Sphaeroceroidea |
|  |                 |
|  | Ephydroidea     |
|  |                 |

|  | Carnoidea   |
|  |             |
|  | Opomyzoidea |
|  |             |

|  | Lauxanioidea |
|  |              |
|  | Sciomyzoidea |
|  |              |

|  | Sphaeroceroidea |
|  |                 |
|  | Ephydroidea     |
|  |                 |

|  | Carnoidea   |
|  |             |
|  | Opomyzoidea |
|  |             |

|  | Sphaeroceroidea |
|  |                 |
|  | Ephydroidea     |
|  |                 |

|  | Carnoidea   |
|  |             |
|  | Opomyzoidea |
|  |             |

|  | Nerioidea  |
|  |            |
|  | Diopsoidea |
|  |            |

|  | Conopoidea   |
|  |              |
|  | Tephritoidea |
|  |              |

|  | Nerioidea  |
|  |            |
|  | Diopsoidea |
|  |            |

|  | Conopoidea   |
|  |              |
|  | Tephritoidea |
|  |              |

|  | Lauxanioidea |
|  |              |
|  | Sciomyzoidea |
|  |              |

|  | Sphaeroceroidea |
|  |                 |
|  | Ephydroidea     |
|  |                 |

|  | Carnoidea   |
|  |             |
|  | Opomyzoidea |
|  |             |

|  | Sphaeroceroidea |
|  |                 |
|  | Ephydroidea     |
|  |                 |

|  | Carnoidea   |
|  |             |
|  | Opomyzoidea |
|  |             |

|  | Lauxanioidea |
|  |              |
|  | Sciomyzoidea |
|  |              |

|  | Sphaeroceroidea |
|  |                 |
|  | Ephydroidea     |
|  |                 |

|  | Carnoidea   |
|  |             |
|  | Opomyzoidea |
|  |             |

|  | Sphaeroceroidea |
|  |                 |
|  | Ephydroidea     |
|  |                 |

|  | Carnoidea   |
|  |             |
|  | Opomyzoidea |
|  |             |

Nell'ambito della superfamiglia, McAlpine suddivide l'albero cladistico-tassonomico in quattro linee, che identifica con altrettanti gruppi di famiglie eretti al rango di "soprafamiglia" (suprafamilies):
- Clusioinea: Clusiidae[15]
- Agromyzoinea: Odiniidae + Fergusoninidae + Agromyzidae
- Opomyzoinea: Opomyzidae + Anthomyzidae
- Asteioinea: Neurochaetidae + Periscelididae + Aulacigastridae + Teratomyzidae + Asteiidae + Xenasteiidae

Nel dettaglio, il cladogramma risultante è così strutturato:
|  | Odiniidae                                                      |
|  |                                                                |
|  | \| \| Fergusoninidae \| \| \| \| \| \| Agromyzidae \| \| \| \| |
|  |                                                                |
|  | Fergusoninidae                                                 |
|  |                                                                |
|  | Agromyzidae                                                    |
|  |                                                                |

|  | Fergusoninidae |
|  |                |
|  | Agromyzidae    |
|  |                |

|  | Opomyzidae   |
|  |              |
|  | Anthomyzidae |
|  |              |

|  | Neurochaetidae                                                     |
|  |                                                                    |
|  | \| \| Periscelididae \| \| \| \| \| \| Aulacigastridae \| \| \| \| |
|  |                                                                    |
|  | Periscelididae                                                     |
|  |                                                                    |
|  | Aulacigastridae                                                    |
|  |                                                                    |

|  | Periscelididae  |
|  |                 |
|  | Aulacigastridae |
|  |                 |

|  | Teratomyzidae                                              |
|  |                                                            |
|  | \| \| Asteiidae \| \| \| \| \| \| Xenasteiidae \| \| \| \| |
|  |                                                            |
|  | Asteiidae                                                  |
|  |                                                            |
|  | Xenasteiidae                                               |
|  |                                                            |

|  | Asteiidae    |
|  |              |
|  | Xenasteiidae |
|  |              |

|  | Neurochaetidae                                                     |
|  |                                                                    |
|  | \| \| Periscelididae \| \| \| \| \| \| Aulacigastridae \| \| \| \| |
|  |                                                                    |
|  | Periscelididae                                                     |
|  |                                                                    |
|  | Aulacigastridae                                                    |
|  |                                                                    |

|  | Periscelididae  |
|  |                 |
|  | Aulacigastridae |
|  |                 |

|  | Teratomyzidae                                              |
|  |                                                            |
|  | \| \| Asteiidae \| \| \| \| \| \| Xenasteiidae \| \| \| \| |
|  |                                                            |
|  | Asteiidae                                                  |
|  |                                                            |
|  | Xenasteiidae                                               |
|  |                                                            |

|  | Asteiidae    |
|  |              |
|  | Xenasteiidae |
|  |              |

|  | Opomyzidae   |
|  |              |
|  | Anthomyzidae |
|  |              |

|  | Neurochaetidae                                                     |
|  |                                                                    |
|  | \| \| Periscelididae \| \| \| \| \| \| Aulacigastridae \| \| \| \| |
|  |                                                                    |
|  | Periscelididae                                                     |
|  |                                                                    |
|  | Aulacigastridae                                                    |
|  |                                                                    |

|  | Periscelididae  |
|  |                 |
|  | Aulacigastridae |
|  |                 |

|  | Teratomyzidae                                              |
|  |                                                            |
|  | \| \| Asteiidae \| \| \| \| \| \| Xenasteiidae \| \| \| \| |
|  |                                                            |
|  | Asteiidae                                                  |
|  |                                                            |
|  | Xenasteiidae                                               |
|  |                                                            |

|  | Asteiidae    |
|  |              |
|  | Xenasteiidae |
|  |              |

|  | Neurochaetidae                                                     |
|  |                                                                    |
|  | \| \| Periscelididae \| \| \| \| \| \| Aulacigastridae \| \| \| \| |
|  |                                                                    |
|  | Periscelididae                                                     |
|  |                                                                    |
|  | Aulacigastridae                                                    |
|  |                                                                    |

|  | Periscelididae  |
|  |                 |
|  | Aulacigastridae |
|  |                 |

|  | Teratomyzidae                                              |
|  |                                                            |
|  | \| \| Asteiidae \| \| \| \| \| \| Xenasteiidae \| \| \| \| |
|  |                                                            |
|  | Asteiidae                                                  |
|  |                                                            |
|  | Xenasteiidae                                               |
|  |                                                            |

|  | Asteiidae    |
|  |              |
|  | Xenasteiidae |
|  |              |

|  | Odiniidae                                                      |
|  |                                                                |
|  | \| \| Fergusoninidae \| \| \| \| \| \| Agromyzidae \| \| \| \| |
|  |                                                                |
|  | Fergusoninidae                                                 |
|  |                                                                |
|  | Agromyzidae                                                    |
|  |                                                                |

|  | Fergusoninidae |
|  |                |
|  | Agromyzidae    |
|  |                |

|  | Opomyzidae   |
|  |              |
|  | Anthomyzidae |
|  |              |

|  | Neurochaetidae                                                     |
|  |                                                                    |
|  | \| \| Periscelididae \| \| \| \| \| \| Aulacigastridae \| \| \| \| |
|  |                                                                    |
|  | Periscelididae                                                     |
|  |                                                                    |
|  | Aulacigastridae                                                    |
|  |                                                                    |

|  | Periscelididae  |
|  |                 |
|  | Aulacigastridae |
|  |                 |

|  | Teratomyzidae                                              |
|  |                                                            |
|  | \| \| Asteiidae \| \| \| \| \| \| Xenasteiidae \| \| \| \| |
|  |                                                            |
|  | Asteiidae                                                  |
|  |                                                            |
|  | Xenasteiidae                                               |
|  |                                                            |

|  | Asteiidae    |
|  |              |
|  | Xenasteiidae |
|  |              |

|  | Neurochaetidae                                                     |
|  |                                                                    |
|  | \| \| Periscelididae \| \| \| \| \| \| Aulacigastridae \| \| \| \| |
|  |                                                                    |
|  | Periscelididae                                                     |
|  |                                                                    |
|  | Aulacigastridae                                                    |
|  |                                                                    |

|  | Periscelididae  |
|  |                 |
|  | Aulacigastridae |
|  |                 |

|  | Teratomyzidae                                              |
|  |                                                            |
|  | \| \| Asteiidae \| \| \| \| \| \| Xenasteiidae \| \| \| \| |
|  |                                                            |
|  | Asteiidae                                                  |
|  |                                                            |
|  | Xenasteiidae                                               |
|  |                                                            |

|  | Asteiidae    |
|  |              |
|  | Xenasteiidae |
|  |              |

|  | Opomyzidae   |
|  |              |
|  | Anthomyzidae |
|  |              |

|  | Neurochaetidae                                                     |
|  |                                                                    |
|  | \| \| Periscelididae \| \| \| \| \| \| Aulacigastridae \| \| \| \| |
|  |                                                                    |
|  | Periscelididae                                                     |
|  |                                                                    |
|  | Aulacigastridae                                                    |
|  |                                                                    |

|  | Periscelididae  |
|  |                 |
|  | Aulacigastridae |
|  |                 |

|  | Teratomyzidae                                              |
|  |                                                            |
|  | \| \| Asteiidae \| \| \| \| \| \| Xenasteiidae \| \| \| \| |
|  |                                                            |
|  | Asteiidae                                                  |
|  |                                                            |
|  | Xenasteiidae                                               |
|  |                                                            |

|  | Asteiidae    |
|  |              |
|  | Xenasteiidae |
|  |              |

|  | Neurochaetidae                                                     |
|  |                                                                    |
|  | \| \| Periscelididae \| \| \| \| \| \| Aulacigastridae \| \| \| \| |
|  |                                                                    |
|  | Periscelididae                                                     |
|  |                                                                    |
|  | Aulacigastridae                                                    |
|  |                                                                    |

|  | Periscelididae  |
|  |                 |
|  | Aulacigastridae |
|  |                 |

|  | Teratomyzidae                                              |
|  |                                                            |
|  | \| \| Asteiidae \| \| \| \| \| \| Xenasteiidae \| \| \| \| |
|  |                                                            |
|  | Asteiidae                                                  |
|  |                                                            |
|  | Xenasteiidae                                               |
|  |                                                            |

|  | Asteiidae    |
|  |              |
|  | Xenasteiidae |
|  |              |

|  | Odiniidae                                                      |
|  |                                                                |
|  | \| \| Fergusoninidae \| \| \| \| \| \| Agromyzidae \| \| \| \| |
|  |                                                                |
|  | Fergusoninidae                                                 |
|  |                                                                |
|  | Agromyzidae                                                    |
|  |                                                                |

|  | Fergusoninidae |
|  |                |
|  | Agromyzidae    |
|  |                |

|  | Opomyzidae   |
|  |              |
|  | Anthomyzidae |
|  |              |

|  | Neurochaetidae                                                     |
|  |                                                                    |
|  | \| \| Periscelididae \| \| \| \| \| \| Aulacigastridae \| \| \| \| |
|  |                                                                    |
|  | Periscelididae                                                     |
|  |                                                                    |
|  | Aulacigastridae                                                    |
|  |                                                                    |

|  | Periscelididae  |
|  |                 |
|  | Aulacigastridae |
|  |                 |

|  | Teratomyzidae                                              |
|  |                                                            |
|  | \| \| Asteiidae \| \| \| \| \| \| Xenasteiidae \| \| \| \| |
|  |                                                            |
|  | Asteiidae                                                  |
|  |                                                            |
|  | Xenasteiidae                                               |
|  |                                                            |

|  | Asteiidae    |
|  |              |
|  | Xenasteiidae |
|  |              |

|  | Neurochaetidae                                                     |
|  |                                                                    |
|  | \| \| Periscelididae \| \| \| \| \| \| Aulacigastridae \| \| \| \| |
|  |                                                                    |
|  | Periscelididae                                                     |
|  |                                                                    |
|  | Aulacigastridae                                                    |
|  |                                                                    |

|  | Periscelididae  |
|  |                 |
|  | Aulacigastridae |
|  |                 |

|  | Teratomyzidae                                              |
|  |                                                            |
|  | \| \| Asteiidae \| \| \| \| \| \| Xenasteiidae \| \| \| \| |
|  |                                                            |
|  | Asteiidae                                                  |
|  |                                                            |
|  | Xenasteiidae                                               |
|  |                                                            |

|  | Asteiidae    |
|  |              |
|  | Xenasteiidae |
|  |              |

|  | Opomyzidae   |
|  |              |
|  | Anthomyzidae |
|  |              |

|  | Neurochaetidae                                                     |
|  |                                                                    |
|  | \| \| Periscelididae \| \| \| \| \| \| Aulacigastridae \| \| \| \| |
|  |                                                                    |
|  | Periscelididae                                                     |
|  |                                                                    |
|  | Aulacigastridae                                                    |
|  |                                                                    |

|  | Periscelididae  |
|  |                 |
|  | Aulacigastridae |
|  |                 |

|  | Teratomyzidae                                              |
|  |                                                            |
|  | \| \| Asteiidae \| \| \| \| \| \| Xenasteiidae \| \| \| \| |
|  |                                                            |
|  | Asteiidae                                                  |
|  |                                                            |
|  | Xenasteiidae                                               |
|  |                                                            |

|  | Asteiidae    |
|  |              |
|  | Xenasteiidae |
|  |              |

|  | Neurochaetidae                                                     |
|  |                                                                    |
|  | \| \| Periscelididae \| \| \| \| \| \| Aulacigastridae \| \| \| \| |
|  |                                                                    |
|  | Periscelididae                                                     |
|  |                                                                    |
|  | Aulacigastridae                                                    |
|  |                                                                    |

|  | Periscelididae  |
|  |                 |
|  | Aulacigastridae |
|  |                 |

|  | Teratomyzidae                                              |
|  |                                                            |
|  | \| \| Asteiidae \| \| \| \| \| \| Xenasteiidae \| \| \| \| |
|  |                                                            |
|  | Asteiidae                                                  |
|  |                                                            |
|  | Xenasteiidae                                               |
|  |                                                            |

|  | Asteiidae    |
|  |              |
|  | Xenasteiidae |
|  |              |

|  | Odiniidae                                                      |
|  |                                                                |
|  | \| \| Fergusoninidae \| \| \| \| \| \| Agromyzidae \| \| \| \| |
|  |                                                                |
|  | Fergusoninidae                                                 |
|  |                                                                |
|  | Agromyzidae                                                    |
|  |                                                                |

|  | Fergusoninidae |
|  |                |
|  | Agromyzidae    |
|  |                |

|  | Opomyzidae   |
|  |              |
|  | Anthomyzidae |
|  |              |

|  | Neurochaetidae                                                     |
|  |                                                                    |
|  | \| \| Periscelididae \| \| \| \| \| \| Aulacigastridae \| \| \| \| |
|  |                                                                    |
|  | Periscelididae                                                     |
|  |                                                                    |
|  | Aulacigastridae                                                    |
|  |                                                                    |

|  | Periscelididae  |
|  |                 |
|  | Aulacigastridae |
|  |                 |

|  | Teratomyzidae                                              |
|  |                                                            |
|  | \| \| Asteiidae \| \| \| \| \| \| Xenasteiidae \| \| \| \| |
|  |                                                            |
|  | Asteiidae                                                  |
|  |                                                            |
|  | Xenasteiidae                                               |
|  |                                                            |

|  | Asteiidae    |
|  |              |
|  | Xenasteiidae |
|  |              |

|  | Neurochaetidae                                                     |
|  |                                                                    |
|  | \| \| Periscelididae \| \| \| \| \| \| Aulacigastridae \| \| \| \| |
|  |                                                                    |
|  | Periscelididae                                                     |
|  |                                                                    |
|  | Aulacigastridae                                                    |
|  |                                                                    |

|  | Periscelididae  |
|  |                 |
|  | Aulacigastridae |
|  |                 |

|  | Teratomyzidae                                              |
|  |                                                            |
|  | \| \| Asteiidae \| \| \| \| \| \| Xenasteiidae \| \| \| \| |
|  |                                                            |
|  | Asteiidae                                                  |
|  |                                                            |
|  | Xenasteiidae                                               |
|  |                                                            |

|  | Asteiidae    |
|  |              |
|  | Xenasteiidae |
|  |              |

|  | Opomyzidae   |
|  |              |
|  | Anthomyzidae |
|  |              |

|  | Neurochaetidae                                                     |
|  |                                                                    |
|  | \| \| Periscelididae \| \| \| \| \| \| Aulacigastridae \| \| \| \| |
|  |                                                                    |
|  | Periscelididae                                                     |
|  |                                                                    |
|  | Aulacigastridae                                                    |
|  |                                                                    |

|  | Periscelididae  |
|  |                 |
|  | Aulacigastridae |
|  |                 |

|  | Teratomyzidae                                              |
|  |                                                            |
|  | \| \| Asteiidae \| \| \| \| \| \| Xenasteiidae \| \| \| \| |
|  |                                                            |
|  | Asteiidae                                                  |
|  |                                                            |
|  | Xenasteiidae                                               |
|  |                                                            |

|  | Asteiidae    |
|  |              |
|  | Xenasteiidae |
|  |              |

|  | Neurochaetidae                                                     |
|  |                                                                    |
|  | \| \| Periscelididae \| \| \| \| \| \| Aulacigastridae \| \| \| \| |
|  |                                                                    |
|  | Periscelididae                                                     |
|  |                                                                    |
|  | Aulacigastridae                                                    |
|  |                                                                    |

|  | Periscelididae  |
|  |                 |
|  | Aulacigastridae |
|  |                 |

|  | Teratomyzidae                                              |
|  |                                                            |
|  | \| \| Asteiidae \| \| \| \| \| \| Xenasteiidae \| \| \| \| |
|  |                                                            |
|  | Asteiidae                                                  |
|  |                                                            |
|  | Xenasteiidae                                               |
|  |                                                            |

|  | Asteiidae    |
|  |              |
|  | Xenasteiidae |
|  |              |

Nell'albero filogenetico degli Opomyzoidea hanno una collocazione incerta le famiglie dei Neminidae e dei Marginidae.